# Georg Berg (Politiker, 1910)
Georg Berg (* 16. Januar 1910 in Worms; † 31. Dezember 1985 ebenda) war ein deutscher Kommunal- und Landespolitiker (CDU).

## Leben
Berg besuchte die Mittelschule, machte eine Lehre und besuchte die Maschinenbauschule. 1929 bis 1944 war er Montage-Inspektor in einer Lehrfirma. 1944 bis 1945 leistete er Kriegsdienst und war danach bis Ende 1945 in amerikanischer Kriegsgefangenschaft. 1946 bis 1949 war er hauptamtlicher Kreisgeschäftsführer der CDU Worms. Ab 1949 war er Angestellter bei der Stadt Worms.

## Politik
Vor 1933 war Berg Kreisvorsitzender des Windthorstbundes. Nach Ende des Zweiten Weltkriegs war er im August 1945 Mitbegründer des CDU-Ortsverbandes in Worms und von 1949 bis 1961 dessen Vorsitzender. 1946 bis 1947 war er Mitglied des Gemeinderats Pfeddersheim.
Von 1953 bis 1958 war er hauptamtlicher 2. Beigeordneter als Dezernent für Sozialwesen, Lastenausgleich und städtische Kulturinstitute und von 1958 bis 1971 hauptamtlicher 1. Bürgermeister. Er war Wegbereiter des Stadtkrankenhauses Herrnsheimer Höhe. 
Von 1953 bis 1955 war er Abgeordneter im Landtag Rheinland-Pfalz. Im Landtag war er Mitglied im Petitionsausschuss.

## Ehrungen
- 1971: Verdienstkreuz 1. Klasse der Bundesrepublik Deutschland